# Valentina Michajlovna Borisenko
Valentina Michajlovna Borisenko (in russo Валентина Михайловна Борисенко?; Čerepovec, 28 gennaio 1920 – San Pietroburgo, 6 marzo 1993) è stata una scacchista russa sovietica fino al 1991.
Cinque volte vincitrice del Campionato sovietico femminile (1945, 1955, 1957, 1960, 1961), fu una delle più forti giocatrici di scacchi del mondo nel ventennio 1945-1965.
Vinse sette volte il campionato femminile di Leningrado (1940, 1945, 1950, 1951, 1954, 1955, 1956) e quattro volte il campionato femminile della Repubblica socialista sovietica russa.
Nel Campionato del mondo femminile di Mosca del 1949/50 si classificò terza/quarta con 10,5/15.
Nel 1970 vinse, alla pari con Waltraud Nowarra, il torneo internazionale femminile di Halle.
Nel 1977 la FIDE le riconobbe il titolo di Grande Maestro Femminile "Ad Honorem" per i risultati conseguiti in passato.